# Jean de La Taille

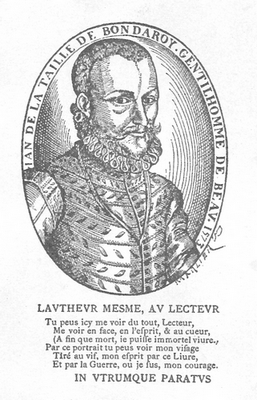
Jean de La Taille

Jean de La Taille (* um 1535 auf dem Schloss von Bondaroy; † 1608 in Paris) war ein französischer Dichter und Dramatiker in der Renaissance.

## Leben
La Taille wuchs in Paris auf, studierte Rechtswissenschaften in Orléans und diente dann in der königlichen Armee, vielleicht auch bei den Hugenotten. Seine natürliche Vorliebe galt freilich der Literatur. 1572 und 1573 kamen „Saul“ und „La famine“ heraus, die beide zu den besten französischen Tragödien zählen.
La Taille veröffentlichte auch zwei Tragödien seines Bruders Jacques de La Taille (1542–62) und die Abhandlung „L’art de la tragédie“, in der er die zeitgenössischen Ansichten über die Tragödiendichtkunst zusammenfasste; er selbst forderte die Einhaltung gewisser Regeln, sprach sich aber auch für die Notwendigkeit aus, die Gefühle des Zuschauers zu wecken. Daneben verfasste La Taille politische Aufsätze.

## Werke
- (zusammen mit Jaques de la Taille) Théâtre complet. Hrsg. François Lecercle und andere. Classiques Garnier, Paris 2024.